# Tűpárna

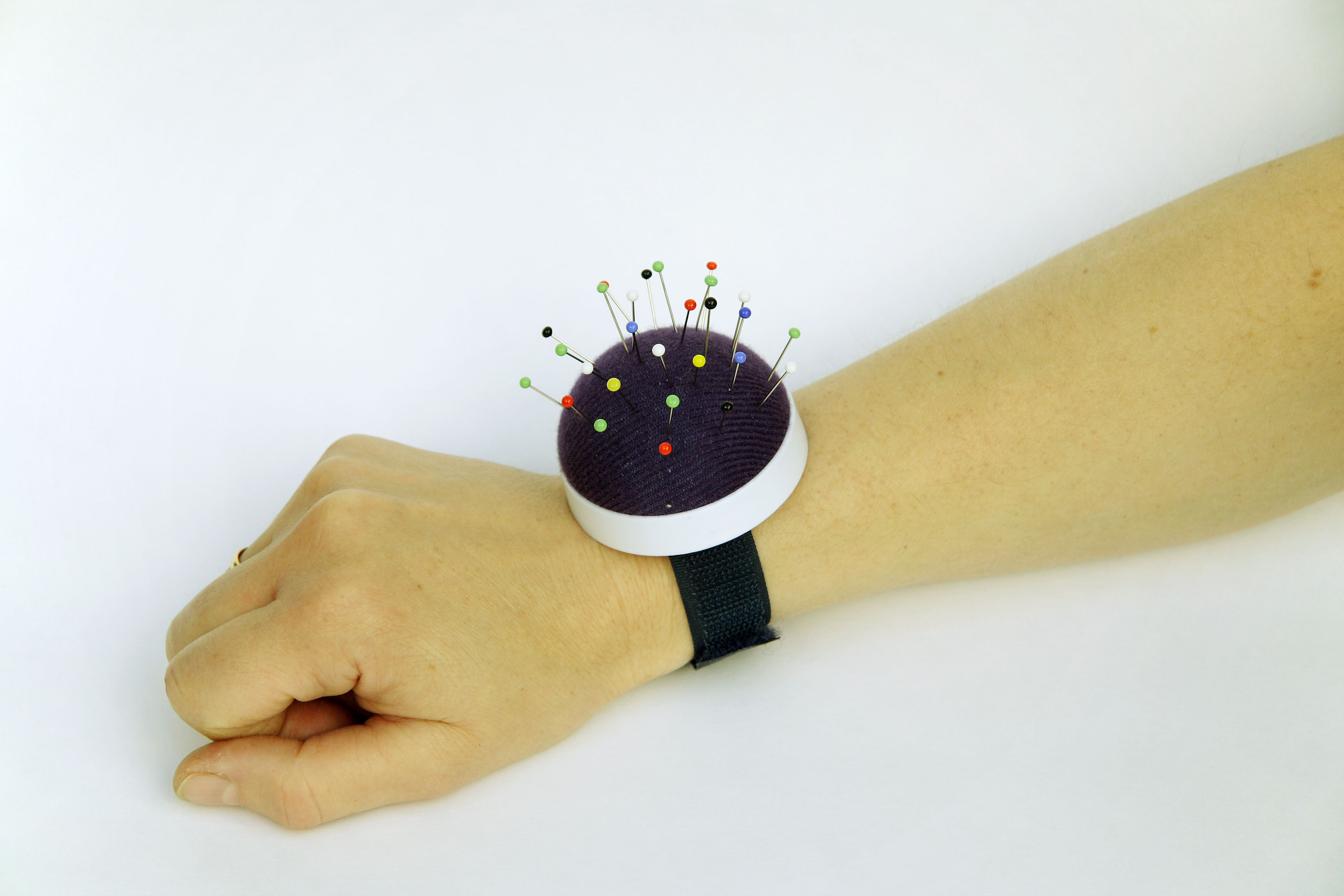
Csuklón hordható tűpárna

A tűpárna az egy kis párna, általában 3-5 cm átmérőjű, amelyet varráshoz használnak, tűket és gombostűket tartanak benne. A fejével kifele szúrják bele, hogy egy helyre gyűjtsék, könnyebben lehessen kivenni onnan és tisztán tartsák őket.
A tűpárnákat szorosan meg szokták tölteni, pl. szivaccsal, hogy a beleszúrt tűk szorosan álljanak benne. A klasszikus kinézet, ami még a Viktoriánus korból származik, egy paradicsom és egy eperforma együttese. A paradicsomforma általában gyapjúval van megtöltve, hogy megelőzze a tűk rozsdásodását, az eper formájú pedig egy ledörzsölő anyaggal, hogy tisztán tartsa a tűket és tovább élesek maradjanak.
A tűpárnáknak a mai napra rengeteg fajtája és formája van. A mágneses tűpárnák megvan az az előnye, hogy a tűktől tisztán tartja a munkafelületet, de az a hátránya, hogy mágnesesekké válnak a tűk, és így nehezebb dolgozni velük.

## Fordítás
- Ez a szócikk részben vagy egészben  a   Thimble című angol Wikipédia-szócikk fordításán alapul.  Az eredeti cikk szerkesztőit annak laptörténete sorolja fel. Ez a jelzés csupán a megfogalmazás eredetét és a szerzői jogokat jelzi, nem szolgál a cikkben szereplő információk forrásmegjelöléseként.

## Külső hivatkozások
- Layette pincushions (olvasson többet a tűpárnákról a V&A Museum of Childhood honlapján) (angolul)